# Boimés
Os Boimés foram um grupo indígena, atualmente considerado extinto, que habitava o litoral do estado brasileiro do Sergipe.